# 异域镇魂曲
《异域镇魂曲》（中国大陆官方译为）是由美国Interplay公司旗下的黑岛工作室制作并于1999年发行的一个基于高级龙与地下城规则的电脑角色扮演游戏。中国大陆由北京新天地互动多媒体技术有限公司代理汉化。
本遊戲的故事背景為龍與地下城中的一個較為冷門的戰役模組異度風景，而由於該模組本身即較偏向哲學層面的探討，使得人物的对白充满了艰深晦涩的哲学思考，剧情和设定庞大繁杂，加上画风阴暗怪诞，操作困难，因此这款游戏并不十分畅销，但仍被一些玩家视为欧美角色扮演游戏史上的巅峰之作。

## 遊戲劇情
玩家在游戏裡扮演一名被稱為“无名氏”的角色。无名氏拥有不死的特性，但是隨著每一次的死亡，先前的记忆会丧失。游戏的过程就是玩家不断追寻无名氏前世遗失的记忆的过程。
遊戲一開始，故事的主角無名氏在停屍場內甦醒。一個漂浮在空中的骷髏頭—莫提立刻向前攀話並提供如何逃脫的意見。莫提也念出刺在無名氏背上的刺青，刺青是無明氏用來提醒自己的事項，包含著如何去找到一個名叫法洛德的男人的指示。在和自己的某任前世愛人—戴娜拉交談和穿越布滿不死生物的荊棘後，無名氏離開了停屍場，前往探索印記城的貧民窟。在那裡，他找到了法洛德，一個由撿拾他人垃圾的居民構成的地下村落的頭頭，並為法洛德找回一顆充滿魔法的黃銅球體。作為交換條件，法洛德告訴他一些更深遠的線索拼鋪無名氏遺忘的過去的拼圖。之後，無名氏從一位強大的術師—羅薩得知是夜巫女 解謎者 造就了他的不死特性，但這位夜巫女此時卻被痛苦女仕囚禁在一座魔法迷宮內。無名氏找到了一個通往瑞芙的迷宮的傳送門，在發現傳送門需要瑞芙身上的某事物才能開啟後，尋到解謎者的女兒並取了她幾滴血。
在迷宮內無名氏邂逅了解謎者，後者拋出了貫穿整個遊戲的問題：什麼東西能夠改變一個人的本質？瑞芙十分滿意無名氏的答案因為他的答案屬於自己。解謎者聲稱在過去她殺了不少人，因為這些人並沒有說自己的答案，反而試圖猜測她的答案。隨著兩人的對話，解謎者解釋在某一世中，無名氏要求她讓自己不死；然而，儀式是有瑕疵的，因此造成當他每一次死去時，他這一世的記憶將會流失。她更告訴無名氏，無名氏的凡人性並沒有被摧毀，而且只要無名氏還活著，他的凡人性就會是完整無缺的。解謎者並不知道無名氏凡人性的下落，但提供了一位可能知道的名字──墮落天使崔亞斯。
接著解謎者試圖強迫無名氏留下來與她作伴，導致一場戰鬥的發生。在無名氏離開之後，解謎者爬了起來，顯然在剛才衝突的過程中活了下來。超凡者這時出現了，在一個簡短的對話過後，它殺了解謎者。根據解謎者提供的線索，無名氏來到了科斯特之城，一個在外異域和加塞里邊界的城鎮。拯救崔亞斯後，崔亞斯告訴無名氏，它並不知道他的凡人性在何方。於是無名氏接著前往外異域和貝阿拖，在那裡他發現他的凡人性原來在悔恨堡壘內，而且只有崔亞斯知道如何前往悔恨堡壘。卻在此時，柯斯特之城由於崔亞斯的釋放產生的混亂狀態使其逐漸偏向混亂界域加塞里。在一場戰鬥過後，崔亞斯告訴無名氏前往悔恨堡壘的傳送門就在印紀城的停屍場中，無名氏一開始甦醒的房間內。
在悔恨堡壘內，無名氏遇見了三個前世：現實前世，善良前世與偏執前世。無名氏在此得知善良前世原來就是第一個前世，也就是要求解謎者讓他不死的那位。善良前世一生中作了許多無可挽回，罪惡滔天的邪惡事蹟，當他知道在死後他的靈魂會遭到報應，他便決定要延遲死神的到來使他有足夠的時間來矯正他過去犯下的錯誤。在一一與他的前世們交談過後，無名氏前往面對他的凡人性，現在具現化成一個強大的生靈──超凡者。超凡者告訴無名氏，在與無名氏分離之後，它十分享受他獲得的自由，並持續的抹滅任何會引導無名氏發現真相的蹤跡和線索。根據玩家的選項，無名氏可以打敗它的凡人性或者說服它重返與自己相融。任何一個選項都會導致不死性的結束，讓無名氏終於能夠死亡。在遊戲的最後一幕場景，無名氏在血戰──惡魔和魔鬼之間的戰爭的一處戰場甦醒；他拿起錘子，迎向這場永恆的血戰。

## 出场人物
主角：无名氏（Nameless One）
因強大的巫术作用抽走凡人性而得以不死的男人。因失去凡人性每次死亡后都会复活，但副作用是每一次重生都会失去前一次生命的记忆人格，精神也会受损最终会成为白痴，而每一次复活都会夺走诸界中的一个生命做他的替死鬼，因而时常被因他而死的冤魂纠缠。这一次他在万亡会的停尸间复活并又一次失去记忆，开始寻找自身真相之旅。
从最初到现在的无名氏，他已经经历过数百次的重生并有过各种各样性格各异的身份和人格。最初他是一个靠给人提建议为生的人，然而他的一个建议为诸界带来了严重的负面影响。为求赎罪，他找到了解密者寻求不朽之法，然而却意外地变成了这幅局面。

### 可加入队伍的角色
- 莫提 Morte

漂浮在空中的骷髏頭，被某一世的主角從巴托異界的人頭骨柱拔下來獲得自由，之後一直跟隨主角冒險。莫提多嘴並知道很多事情，容易和別的角色吵架。雖然死的只剩下骷髏頭卻仍然是個情聖，一有機會就想追求異性。
因其生前的谎言导致了无名氏某一世的死亡。出于愧疚，被救下来后一直跟在无名氏身边。
- 达肯 Dak'kon

来自吉斯瑟雷的居民，也是卡瑞克之刃的最後揮舞者。這把特殊的武器，會隨著他的意志跟想法變形。達肯的言談有種老練深邃的智慧，來自吉斯人民掙脫奴役的歷史也來自本身闖蕩諸界多年的經驗。
曾被无名氏的某一个身份所欺骗和奴役，跟随其一同旅行。
- 安娜 Annah

一個人類與惡魔的混血兒，被稱為提夫林。她特徵是長了一根老鼠般的尾巴。法络德收養了她並訓練她偷竊技巧為他辦事。雖然安娜常常語帶潑辣，其實對主角心存好感。
- 失宠 Fall-From-Grace 注：简体版音译为 费尔·弗洛姆·格蕾斯

塔納里人，種族是吸精女妖 (Succubus)。從小就被母親賣給巴茲魔，但她憑著機智辯倒驕傲的巴茲魔重獲自由。失宠壓抑塔納里人的天性，不再以勾引諸界各族男性墮落為人生目標，轉而追求多元宇宙中各式各樣的感官冒險經驗，为此自嘲地给从种群中“堕落”的自己起名为“失宠”。在法印城中經營一家“卖艺不卖身妓院”（简体版译为批判求知欲妓院；英文原文直译应为“满足精神饥渴的妓院”），教導學生言談應對的藝術。
在游戏中可以劝说她一起旅行以得到更多经验而加入队伍。表现出对主角的好感。
- 伊格纳斯 Ignus

曾經是主角的學生，發現自己與火焰的聯繫後變成十分厲害的縱火狂法師，疯狂地想要烧尽一切。伊格纳斯出於縱火慾望把法印城巢穴的一部份燒掉，被其他法師聯合起來所制服。他們在他身上開啟了往火元素異界的通道，而他只憑藉著意志存活。之後成為了燃燒屍體酒吧的招牌。
在游戏中可以通过无尽水瓶将他救下，之后他会加入队伍。但若你在悔恨要塞里阵营为秩序，他将被超凡人鼓动背叛你。
- 諾頓 Nordom

受到Limbo異界元素的感染而產生混亂，获得自我意识的魔塚。發言風格很像機械指令般的合於邏輯規律。不同于其他魔塚，翅膀变成了一对手，拿着一对十字弩作为武器。
出現在魔塚迷宮裏面的一個房間。对主角很感兴趣而可以加入队伍。
- 维勒 Vhailor

一個不曉得自己已經死亡的慈悲殺手（屠憫者），肉體已經消失，只剩下意志附著於鎧甲之上。如果主角的行為不合正義，就會被维勒當成敵人追殺，是一名雖強卻也讓人感到棘手的伙伴。
受无名氏某一世身份的命令一直驻守在诅咒城，会在前往巴托异界之前见到他并可加入队伍。但若你在悔恨要塞里阵营为混乱，他将被超凡人鼓动背叛你。

### 重要人物
- 超凡人 Transcendent One

解謎者把無名氏變成不死身的方法就是把無名氏的凡人性抽出，抽出時那個必死的凡人性質演變出個性成為超凡人。披著由解謎者的法力所組成的植物人形。為了保持自己的存在不惜犧牲無名氏的記憶跟人生，設計陷害無名氏讓他多次死亡，超凡人最終目標是讓無名氏變成永遠想不起自己是誰的智障殘廢，免得老是來煩他，是遊戲的最後魔王。一直居住在悔恨要塞。
- 代奥纳拉 (繁譯：戴娜拉)Deionarra

代奥纳拉曾經是主角的伙伴之一，對主角有很深的愛情，願意為主角犧牲作任何事。而當時的主角並不愛她，反而利用了她的深情設計代奥纳拉，讓她死亡並且變成無法超生的鬼魂狀態，方便自己繼續得到代奥纳拉於負元素異界的協助。當主角又失去記憶，在停屍間一樓代奥纳拉之墓會看到代奥纳拉的幽魂，即使知道自己是被利用而死仍然願意幫助主角，只要主角沒有棄她而去的意思。
- 痛苦女士 Lady of Pain

法印城的統治者，面无表情，头发都是刀刃。诸界平衡的终极代表，在法印城拥有一己之力与诸神抗衡的力量。其真实身份说法众多，难寻真相。作为法印城的统治者与守护者，会残酷无情的禁绝消灭一切威胁到法印城和她统治的事物，所有惹上她的家伙无论是谁都只会招来痛苦和死亡。被整个城市的人所畏惧。常常将得罪到她的人关入一个异次元监狱迷宫中。是少数可以消灭主角不朽的存在。
- 法络德 Pharod

專門發死人財的收屍人。他住在法印城下的被掩沒的村莊，並且發現了清除者所使用的墓地。他不僅重複販賣屍體給萬亡會(清除者)，順便連死者的財物也通通拿走。最後死於無名氏所製造的眾多怨靈之手，轉生到巴托異界的人頭骨柱中。
- 千鼠王 (繁譯：萬眾一體)Many-as-one

思想大雜院中鼠人族與顱鼠們的領袖，是許多鼠族加在一起產生的集體意志。殺死鼠族的成員會導致千鼠王的虛弱。
- 赛伦特王 （繁譯：沉默之王） Silent King

死者國度名義上的統治者。在遊戲中會發現它已經進入了真實死亡，但是它的名號仍維持著死者國度內的秩序。樣子是坐在王座上的一副枯骨。
- 骨之王羅薩（简译：骨之王洛撒） Lothar (Master of the Bones)

收集頭骨的夜巫，家具是骨製風格，有專用的頭骨架，裏面的頭骨還會互相寒暄或吵架。主角的骷髏頭伙伴莫提差點變成羅薩的永久私人收藏品。实力强大，是少数可以消灭主角不朽的存在。
- 解謎者 Ravel Puzzlewell

法力強大的夜巫，也是讓無名氏成為不死身跟健忘者的人。解謎者能改變自己的外型，在無名氏追尋自己的冒險中，解謎者常常化為其他的角色幫助無名氏。她對無名氏有一種難以言喻的情感在。解謎者總是會向人提出一個難以回答的謎題，也是貫穿整個遊戲的一個問題：『什麼能改變一個人的本質？』
后来被超凡人杀死。
- 崔亞斯 Trias the Betrayer

墮落的天神。他對上層異界旁觀血腥戰爭的態度感到不滿，密謀將血腥戰爭擴散到上層異界中而遭到了驅逐，所以又被稱為背叛者崔亞斯。因為劇情被主角釋放之後，他嘗試將詛咒城拖入卡瑟歷異界，換取惡魔對他進攻天堂山的支持，而這個陰謀最後被主角阻止。

## 团体组织
- 万亡会 （清除者） The Dustmen （别称：死亡者 Deaders）

萬亡會眾相信在多元宇宙中的生命是幻象，連死亡也是幻象，那些都只是超越多元宇宙的真實存在的投影罷了。他們所追求的是一種叫做真實死亡的境界，真實死亡只有在個體的情感與肉體需求都寂滅時才能達成，當個體執著於情感跟肉體的存在就會繼續在多元宇宙的幻覺中延續無數次的生死輪迴。真實死亡的概念很接近佛教的涅槃。萬亡會眾對多元宇宙的想法則很接近無宇宙論（Acosmism）。萬亡會眾在異域鎮魂曲遊戲中聚集的地方有停屍間（The Mortuary）跟集灰者酒吧（Gathering Dust Bar）。因為萬亡會崇拜真實死亡的關係，兩個聚集處都散發出類似墳墓的死亡氣息。
- The Believers of the Source （别称：登神者 Godsman）

源頭信仰者認為多元宇宙中的一切都帶有神聖源頭的神性。他們相信生命不只一次，在多次生命中每一生都是考驗，個體在無數次生命歷程中成長進步，最後到達像神一般的境界，而且多元宇宙中每個存在都有成為神的潛能。存在的意義就是提升，比先前更進步，即使失敗甚至死亡也能重試或再轉生，改善過去失誤朝更好方向前進。這是一種非常入世而且樂觀進取的哲學，很接近新紀元運動（New Age）的觀念。源頭信仰者在遊戲中的聚集處是大鑄造廠（The Great Foundry），憑著創造與改良的信念，鑄造廠充滿了工匠精益求精的創造氣氛。
- 慈悲杀手 （屠悯者） Mercykillers （别称：The Red Death）

慈悲殺手們極端推崇正義的懲罰，他們認為慈悲是軟弱的，鐵腕消滅罪惡可以淨化改善多元宇宙，當多元宇宙中所有的邪惡都被消滅，多元宇宙就可到達完美的境界。在伸張正義的過程中，罪人的生命可能跟著罪惡一起被慈悲殺手除掉，所以慈悲殺手的稱號也有屠殺慈悲毫不留情的意思。慈悲殺手只是單純執行律法並不會反省那些律法的正當性，而且慈悲殺手們自認為伸張正義的行為有時過於嚴峻，很難讓人心悅誠服。
- 和谐会 The Harmonium

和諧會的人相信多元宇宙的秘密就是『和諧會總是對的』，他們認為多元宇宙中有智慧的生命都會努力和其他不同個體和諧共處，而多元宇宙的最終目標就是達到宇宙和平狀態。和諧會認為多元宇宙說穿了其實只有戰爭與和平兩種狀態，抉擇也只有戰或和兩種。和諧會的人宣稱只有遵循他們那套想法才是維持和諧穩定的唯一法門，並且想把這套思想傳遍多元哲學並存的多元宇宙中，如果宣揚和諧會相信的真理需要動用武力，和諧會員也會毫不猶豫動武。雖然沒辦法立刻達成和平，但每當和諧會員除去一個敵人，多元宇宙就會更接近宇宙和平的狀態。和諧會的想法其實和現代的獨裁主義（Authoritarianism）有關。
- 末日守卫团 The Doomguard

末日守衛團相信熵的必然性跟神聖性。他們看出毀滅與崩壞對多元宇宙來說是必要的；世界一旦被破壞，所有的缺點瑕疵都會跟著一起毀掉，這樣新的完美世界才有空間冒出來，舊的不去新的不來。根據熵的觀念，多元宇宙中每樣事物都會每況愈下，末日守衛團認為這才是萬物的自然傾向，也是最終目標。
- 饿狗帮 (大渾沌黨) The Xaositects

餓狗幫眾認為多元宇宙中唯一的真理只有混亂無序，規則跟典範都不存在，他們反對任何讓事物井井有條的秩序，行為乖張常常不按牌理出牌。在法印城中的餓狗幫，曾經有亂殺無辜者的惡劣紀錄，法印城中居民通常把餓狗幫眾當作是一群瘋狗，能避則避免得受害。這個派系的想法跟Discordianism教派有關。混沌黨徒最多處是在法印城巢穴中某個塗鴉大門後的建築內。
- 感應結社 Sensates

感應結社的人相信累積各種感官的體驗可以更瞭解多元宇宙。對於一個感應結社的成員來說，想要瞭解一碗湯最好方式是親自去觀察它、聞它、品嚐它，體驗各種感官接觸到湯的感覺。他們致力於開發各種感官經驗，並且鼓勵成員以各種方式交流彼此的感官體驗擴展自己對多元宇宙的體驗。交流感官體驗的方式十分多樣，從說故事、戲劇、繪畫、雕塑等各類藝術到感知石等等都有。感應結社成員聚集的場所在遊戲異域鎮魂曲中有猛烈智慧慾望妓院（Brothel For Slaking Intellectual Lusts）及人民大會堂（Civic Festhall）這兩個地點，兩處都散發出一種類似學院追求知性的氣氛。
- 無政府主義者 Anarchists
- 自由联合会 The Free League

有些人並不會選擇加入以上任何一個團體組織，因為他們並不確定在這眾多派系中究竟哪個組織的看法比較正確，他們認為還是維持個人獨特價值觀比較自由而且妥當。為了實際生活的需要，即使不加入其他派系，還是有人照應跟互通信息會讓生活比較好過，所以有一些擁有個別獨特價值觀的人們組成了自由聯合會，裏面沒有領袖，也沒有硬性的組織結構，也無共同的明確目標，純粹是個互助性質的團體。